# Granrodeo
Granrodeo (グランロデオ;?  estilizado como GRANRODEO) es una banda de rock japonesa especializada en la creación de bandas sonoras para series de anime. Está conformada por el vocalista Kishō Taniyama («Kishow») y el guitarrista Masaaki Iizuka («E-Zuka»).

## Carrera
En 2005, el actor de voz Kishō Taniyama («Kishow») y el guitarrista Masaaki Iizuka («E-Zuka»), conocidos por sus colaboraciones en la creación de bandas sonoras de anime, decidieron crear un proyecto nuevo. Durante sus años como banda, lanzaron algunos sencillos que fueron utilizados como tema de apertura para series de anime.
En 2007, lanzaron su primer álbum, Ride on the Edge, mientras que en 2008 lanzaron su segundo disco, titulado Instinct. En la primavera de 2009, comenzaron a trabajar en la banda sonora de la serie Needless, en la que e-ZUKA escribió la banda sonora y Taniyama escribió la letra de la canción «Modern Strange Cowboy». A finales de 2009, lanzaron su tercer álbum, Brush the Scar Lemon; en 2011, lanzaron su cuarto álbum, Supernova y en 2012, lanzaron su quinto álbum Crack Star Flash.
Su canción TRASH CANDY, utilizada en la serie Bungō Stray Dogs, fue elegida la 4º mejor canción de la temporada comprendida ente octubre de 2016 y septiembre de 2017 en los Newtype Anime Awards.

## Miembros
- Kishō Taniyama, también conocido como "Kishow" - vocalista, letras de canciones. Según él, el papel de cantante es más adecuado para sí mismo que el rol de actor de voz.[2]
- Masaaki Iizuka, también conocido como "E-Zuka" - guitarra líder, corista, arreglos. Su estilo de tocar la guitarra combina las partes melódicas de un solista con riffs agresivos de guitarra. Iizuka también colabora con Minami Kuribayashi.[3]

### Músicos de sesión
- Ikuo: bajo (es bajista de la banda Bull Zeichen 88). Anteriormente, tocó en la banda de rock progresivo Lapis Lazuli, conocida por su álbum de la banda sonora del videojuego Guilty Gear. También tocó el bajo para la banda Abingdon Boys School.

## Discografía

### Álbumes

#### Álbumes de estudio
| Año  | Detalles del álbum                                                                             | N.º de catálogo | Posición más alta en la lista de Oricon |
| ---- | ---------------------------------------------------------------------------------------------- | --------------- | --------------------------------------- |
| 2007 | Ride on the Edge - Lanzamiento: 25 de julio de 2007 - Discográfica: Lantis - Formato: CD       | LACA-5670       | 26                                      |
| 2008 | Instinct - Lanzamiento: 26 de septiembre de 2008 - Discográfica: Lantis - Formato: CD          | LACA-5810       | 18                                      |
| 2009 | Brush the Scar Lemon - Lanzamiento: 28 de octubre de 2009 - Discográfica: Lantis - Formato: CD | LASA-5024       | 14                                      |
| 2011 | Supernova - Lanzamiento: 6 de abril de 2011 - Discográfica: Lantis - Formato: CD               | LASA-5094       | 13                                      |
| 2012 | Crack Star Flash - Lanzamiento: 10 de octubre de 2012 - Discográfica: Lantis - Formato: CD     | LACA-15240      | 3                                       |

#### Bandas sonoras
| Fecha de lanzamiento     | Álbum                                           | Canción                                                             | N.º catálogo |
| ------------------------ | ----------------------------------------------- | ------------------------------------------------------------------- | ------------ |
| 25 de abril de 2007      | Kikoshi Enma Original Soundtrack                | «Decadence» (Versión corta)                                         | LACA-5629    |
| 27 de junio de 2007      | Kotetsushin Jeeg Original Soundtrack            | «Heaven» (Versión de televisión)                                    | LACA-5647    |
| 10 de septiembre de 2008 | Blassreiter Original Soundtrack                 | «Detarame na Zanzo» (デタラメな残像?) (Versión de televisión)       | LACA-9123~4  |
| 23 de diciembre de 2009  | Needless Original Soundtrack                    | «Modern Strange Cowboy» (Versión de televisión)                     | LASA-5032    |
| 9 de mayo de 2009        | Togainu no Chi Ending Theme Complete Collection | «Grind “style GR”»                                                  | LASA-5123    |
| 26 de septiembre de 2012 | Kuroko no Basket Original Soundtrack            | «Can Do» (Versión de televisión), «Rimfire» (Versión de televisión) | LACA-9248~9  |
| 26 de diciembre de 2012  | Code:Breaker Original Soundtrack                | «DARK SHAME» (Versión de televisión)                                | LACA-9264    |

#### Álbumes compilatorios
| Fecha de lanzamiento     | Álbum                                                           | Canción                      | N.º catálogo |
| ------------------------ | --------------------------------------------------------------- | ---------------------------- | ------------ |
| 6 de diciembre de 2006   | Muv-Luv Alternative Collection of Standard Edition Songs "Name" | «Once & Forever»             | LACA-5575    |
| 12 de marzo de 2008      | TV Drama Cutie Honey The Live Vocal Album Metamorphoses         | «Outsider» (アウトサイダー?) | LACA-5737    |
| 23 de abril de 2008      | @Lantis NonStop Dance Remix Vol.1                               | «Infinite Love»              | LACA-5767    |
| 9 de septiembre de 2009  | Lantis 10th anniversary Best 090927                             | «Once & Forever»             | LACA-9161~2  |
| 9 de diciembre de 2009   | Gundam Tribute from Lantis                                      | «Meguriai» (めぐりあい?)     | LACA-5985    |
| 28 de septiembre de 2012 | Muv-Luv Alternative Total Eclipse Vol.1 Bonus CD                | «No Place Like a Stage»      | AVXA-49879B  |
| 6 de febrero de 2013     | "Muv-Luv (Game)" Series Vocal Shu                               | «0-GRAVITY» «Once & Forever» | LACA-9266    |
| 6 de febrero de 2013     | TOTAL ECLIPSE SONG COLLECTION                                   | «No Place Like a Stage»      | AVCA-62137   |

#### Mejores álbumes
| Año  | Detalles | N.º catálogo | Posición más alta en la lista de Oricon |
| ---- | --- | ------------ | --------------------------------------- |
| 2012 | Granrodeo B‐side Collection "W" - Lanzamiento: 15 de febrero de 2012 - Discográfica: Lantis - Formato: CD        | LASA-9023    | 25                                      |
| 2013 | GRANRODEO GREATEST HITS 〜GIFT REGISTRY〜 - Lanzamiento: 6 de marzo de 2013 - Discográfica: Lantis - Formato: CD | LACA-9270    | 9                                       |

### Sencillos
| Año  | Canción                                                                                         | N.º catálogo                                                                            | Posición más alta en la lista de Oricon | Álbum                |
| ---- | ----------------------------------------------------------------------------------------------- | --------------------------------------------------------------------------------------- | --------------------------------------- | -------------------- |
| 2005 | «Go For It!» (tema de apertura de Immortal Grand Prix)                                          | LACM-4230                                                                               | 71                                      | Ride on the Edge     |
| 2006 | «Infinite Love» (tema de apertura de Koi suru Tenshi Angelique (primera temporada))             | LACM-4275                                                                               | 43                                      | Ride on the Edge     |
| 2006 | «Decadence» (tema de cierre de Kikoushi Enma)                                                   | LACM-4285                                                                               | 83                                      | Ride on the Edge     |
| 2007 | «Dokoku no Ame» (慟哭ノ雨?) (tema de apertura de Koi suru Tenshi Angelique (segunda temporada)) | LACM-4336                                                                               | 33                                      | Ride on the Edge     |
| 2007 | «Heaven» (tema de cierre de Kotetsushin Jeeg)                                                   | LACM-4369                                                                               | 36                                      | Instinct             |
| 2007 | «delight song»                                                                                  | LACM-4446                                                                               | 21                                      | Instinct             |
| 2008 | «Not for Sale» (tema musical del videojuego Duel Love)                                          | LACM-4482                                                                               | 34                                      | Instinct             |
| 2008 | «Detarame na Zanzo» (デタラメな残像?) (tema de apertura de Blassreiter)                         | LACM-4483                                                                               | 22                                      | Instinct             |
| 2008 | «Darlin'»                                                                                       | LACM-4552                                                                               | 20                                      | Instinct             |
| 2009 | «Trance» (segundo tema de apertura de Kurokami)                                                 | LACM-4605                                                                               | 18                                      | Brush the Scar Lemon |
| 2009 | «modern strange cowboy'» (tema de apertura de Needless)                                         | LASM-4016                                                                               | 15                                      | Brush the Scar Lemon |
| 2009 | «Koi Oto» (恋音?)                                                                               | LASM-4039                                                                               | 20                                      | Supernova            |
| 2010 | «We wanna R&R Show»                                                                             | LASM-4054                                                                               | 18                                      | Sencillo sin álbum   |
| 2010 | «Rose Hip-Bullet» (tema de apertura de Togainu no Chi)                                          | LASM-34078/9 (edición limitada), LASM-4078 (edición regular)                            | 7                                       | Supernova            |
| 2011 | «Ai no Warrior» (tema de apertura del videojuego Angelique: Maren no Rokukishi)                 | LASM-34120/1 (edición limitada), LASM-4120 (edición regular)                            | 25                                      | Crack Star Flash     |
| 2012 | «Can Do» (primer tema de apertura de Kuroko no Basket)                                          | LACM-34916/7 (edición limitada), LACM-4916 (edición regular)                            | 14                                      | Crack Star Flash     |
| 2012 | «Rimfire» (segundo tema de apertura de Kuroko no Basket)                                        | LACM-34948/9 (edición limitada), LACM-4948 (edición regular)                            | 7                                       | Crack Star Flash     |
| 2012 | «Dark Shame» (tema de apertura de Code:Breaker)                                                 | LACM-34020 (edición limitada), LACM-14020 (edición regular)                             | 12                                      | TBA                  |
| 2013 | Henai no Rondo (偏愛の輪舞曲?) (tema de apertura de Karneval)                                   | LACM-34066 (edición limitada), LACM-14066 (edición regular)                             | 7                                       | TBA                  |
| 2013 | «The Other self» (primer tema de apertura de Kuroko no Basket segunda temporada)                | LACM-34140 (edición limitada), LACM-14140 (edición regular), LACM-14141 (versión anime) | TBA                                     | TBA                  |